# Distribució de Benini
En probabilitat, estadística, economia i ciència actuarial, la distribució de Benini és una distribució de probabilitat contínua que sovint s'aplica per modelar els ingressos, la gravetat de les reclamacions o les pèrdues en aplicacions actuarials i altres dades econòmiques.
El seu comportament de la cua es descompon més ràpid que una llei de potència, però no tan ràpid com una exponencial. Aquesta distribució va ser introduïda per l'estadístic i demògraf italià Rodolfo Benini en 1905. Una mica més tard de la publicació de l'obra original de Benini, la distribució s'ha descobert o discutit per diversos autors de forma independent.

## La distribució
La distribució de Benini, {\displaystyle \mathrm {Benini} (\alpha ,\beta ,\sigma )}, és una distribució de tres paràmetres, que té la funció de distribució acumulativa (FD)
{\displaystyle F(x)=1-\exp\{-\alpha (\log x-\log \sigma )-\beta (\log x-\log \sigma )^{2}\}=1-\left({\frac {x}{\sigma }}\right)^{-\alpha -\beta \log {\left({\frac {x}{\sigma }}\right)}}}
on {\displaystyle x\geq \sigma }, els paràmetres de forma són α, β > 0, i σ > 0 és el paràmetre d'escala. Per a la parsimònia de Beníni es considera només el model de dos paràmetres (amb α = 0), amb FD
{\displaystyle F(x)=1-\exp\{-\beta (\log x-\log \sigma )^{2}\}=1-\left({\frac {x}{\sigma }}\right)^{-\beta (\log x-\log \sigma )}.}
La densitat del model de Benini de dos paràmetres és
{\displaystyle f(x)={\frac {2\beta }{x}}\exp \left\{-\beta \left[\log \left({\frac {x}{\sigma }}\right)\right]^{2}\right\}\cdot \log \left({\frac {x}{\sigma }}\right),\qquad x\geq \sigma >0.}

## Simulació
Els dos paràmetres variables de la distribució de Benini poder ser generades pel mètode de la transformació inversa. Per al model de dos paràmetres, la funció quantil (FD inversa) és
{\displaystyle F^{-1}(u)=\sigma \exp {\sqrt {-{\frac {1}{\beta }}\log(1-u)}},\quad 0<u<1.}

## Distribucions relacionades
- Si {\displaystyle X\sim \mathrm {Benini} (\alpha ,0,\sigma )\,}, llavors X és una distribució de Pareto amb {\displaystyle x_{\mathrm {m} }=\sigma }
- Si {\displaystyle X\sim \mathrm {Benini} (0,{\tfrac {1}{2\sigma ^{2}}},1),} llavors {\displaystyle X\sim e^{U}} on {\displaystyle U\sim \mathrm {Rayleigh} (\sigma )}

## Programari
Els (dos) paràmetres de la distribució de densitat de Benini, distribució de probabilitat, la funció quantil i el generador de nombres aleatoris s'implementa en el paquet VGAM per a R, que també proporciona l'estimació de màxima versemblança del paràmetre de forma.